# Celia
Cristina Ioana Socolan (n. 14 octombrie 1984, Deva, Hunedoara, România) este o cântăreață din România. Ea și-a început cariera artistică în anul 2005, când s-a alăturat grupului muzical Elegance. Alături de colaboratoarea sa Isabela „Issa” Casian, interpreta a lansat și primul material discografic de studio din cariera sa, Cine te iubește, un disc de muzică dance ce a fost lansat în același an. Materialul a reprezentat singura apariție a Celiei în discografia formației, ea părăsind Elegance în vara anului 2005.
Ulterior, ea a pus bazele proiectului Celia, acesta fiind și pseudonimul adoptat de artistă în următoarea etapă a carierei sale. În noiembrie 2007 ea a lansat sub egida casei de discuri Cat Music/Media Service albumul de debut, Celia, un disc ce îmbină stilul dance cu muzica house., melodiile albumului fiind compuse de către Costi Ioniță. Materialul a beneficiat de promovare prin intermediul unui număr de patru discuri single — „Pot zbura”, „Trag aer în piept”, „Șoapte” și „O mie de cuvinte” — unul dintre ele ajungând pe locul 1 în România. La finele anului 2008 a fost lansată compoziția „Silence”, înregistrare neinclusă pe albumul Celia, ea marcând o schimbare în stilul muzical abordat de solistă. Melodia a fost compusă de producătorul Costi Ioniță 
În vara anului 2009 a început promovarea unui nou extras pe single, „Povestea mea”, el beneficiind de un videoclip filmat în Bulgaria și de o versiune în limba engleză, numită „My Story”. Varianta în limba engleză a piesei, „My Story”, s-a situat pe locul 73 in Top 89 Hit Selection în anul 2011, fiind una dintre cele mai difuzate piese din Statele Unite ale Americii.
În 2011 a avut parte de o revenire spectaculoasă , lansând o serie de noi piese, toate compuse de producătorul său, Costi Ioniță: 
D-D-Down,  Ladida Celia feat Chris Trace, cu Shaggy piesa Dame, și cu Kaye Styles piesa It is love. Videoclipul piesei „Is it love” este considerat unul dintre cele mai scumpe videoclipuri realizate în Sud-Estul Europei. Acesta a fost filmat în Ucraina, timp de două zile, de o echipă de profesioniști și producători de filme internaționale. La un moment dat, pentru o anumită scenă, Celia a fost acoperită de 50 de kilograme de miere. Atât piesa cât și videoclipul au făcut furori atât pe piața muzicală din România, cât și pe cea internațională. "Is it love" se bucura de 3 variante: varianta originală, Slow Sweet Version și Sahara Remix.
Odată cu lansarea acestui single, Celia a început să susțină mai multe concerte în străinătate, bucurându-se de un succes fulminant: Marea Britanie., Milano , Santa Cruz de Tenerife și Las Palmas deGrand Canaria, Roma și Spania.

## Anii copilăriei și primele activități muzicale
Cristina s-a născut pe data de 14 octombrie 1984 în orașul Deva din județul Hunedoara, România, părinții săi fiind Ioan și Rodica Socolan. Aceasta este unul dintre cei doi copii ai familiei, având încă o soră, Andreea Socolan. Ea a început școala generală în orașul natal, iar din clasa a doua a fost eleva Liceului de Muzică și Arte Plastice „Sigismund Toduță”, ale cărui cursuri le-a urmat până în clasa a douăsprezecea, absolvindu-le. La vârsta de doisprezece ani, a început să practice dansurile populare și moderne, fiind aleasă drept solista ansamblului din care făcea parte.
La scurt timp de la încheierea studiilor liceale, Socolan s-a angajat la o agenție ce se ocupa cu organizarea spectacolelor. Concomitent, ea pusese bazele unei formații feminine, cu care cânta în deschiderea evenimentelor coordonate de compania unde lucra. Într-unul dintre concertele susținute în fața publicului, ea a fost remarcată de compozitorul Costi Ioniță, care a ajutat-o să intre în grupul Elegance.

## Cariera artistică

### 2005: Debutul și proiectul «Elegance»
Socolan și-a făcut debutul în viața publică din România prin intermediul grupului muzical Elegance. Aceasta s-a alăturat proiectului în anul 2005, lansând alături de colaboratoarea sa, Isabela „Issa” Casian, un material discografic de studio. Albumul, intitulat Cine te iubește, a fost promovat prin intermediul casei de discuri Cat Music, cu care artista a continuat și ulterior să lucreze. Primul extras pe single de pe disc, „Râd cu tine”, a beneficiat de un videoclip și de o campanie de promovare. Cine te iubește conține atât înregistrări noi, cât și o serie de preluări după șlagăre celebre, printre care „Vino bade”, „Andrii Popa” sau „Dar-ar naiba-n tine dragoste”. Toate compozițiile au fost lansate atât pe compact disc, cât și în format digital. Spre deosebire de materialele anterioare ale formației — promovate înaintea venirii lui Socolan — Cine te iubește este singurul album al grupului ce se distribuie în format digital.
Odată cu încheierea campaniei de promovare a discului, interpreta a decis să părăsească formația în vara anului 2005, fiind determinată să se concentreze asupra unei cariere independente. Astfel, artista a semnat un contract cu vechea sa casă de discuri și a început dezvoltarea unui nou proiect. Mass-media din România susținea că ruptura s-a produs datorită faptului că interpreta Isabela Casian beneficia de cea mai mare parte a promovării care era destinată grupului. Ulterior, solista a declarat despre perioada Elegance următoarele: „În trupa Elegance nu m-am zbătut pentru nimic, nu m-am implicat deloc, mă prezentam unde mi se spunea că avem concerte, emisiuni”, spre deosebire de viitoarea carieră, în care „m-am implicat foarte mult și mi-am pus tot sufletul”.

### 2006 — prezent: Cariera solo
În anul 2006 interpreta a părăsit formația Elegance, orientându-se spre o carieră independentă. Aceasta a fost ajutată în construirea noului proiect de compozitorul Costi Ioniță, cu care ea colaborase anterior, ca parte a grupului muzical din care făcea parte. Odată cu începerea noului proiect artistic, Socolan a adoptat și o nouă titulatură, Celia, sub aceasta urmând să fie promovare viitoarele materiale discografice ale sale. Cântăreața a optat pentru acest pseudonim întrucât reprezintă numele ce îi „va aduce succes”. În urma acestor schimbări, interpreta a început înregistrările pentru albumul de debut. Una dintre primele compoziții ale solistei a fost prezentată în cadrul Festivalului de la Mamaia din anul 2006, ea fiind intitulată „Clipe cu tine”. În aceeași perioadă, Celia a înregistrat balada „Șoapte”, pe care a înscris-o în competiția locală a Concursului Muzical Eurovision ce avea să se desfășoare în prima jumătate a anului următor. În urma trierii tuturor pieselor participante, înregistrarea artistei a fost inclusă între cele douăzeci și patru de cântece avansate în cadrul Selecției Naționale 2007. „Șoapte” a fost prezentată în cea de-a doua semifinală a competiției, însă nu a obținut suficiente puncte pentru a fi inclusă pe lista finalistelor.
La scurt timp a fost anunțată lansarea primului extras pe single sub noua titulatură, „Vraja ta”. Cu toate acestea, înregistrarea care a beneficiat de un videoclip și de o campanie de promovare a fost „Pot zbura”, o colaborare cu Alberto. Piesa a fost compusă de Costi Ioniță, în timp ce versurile au fost realizate de textierul Constantin Neguțu. Cântecul beneficiază și de o versiune în limba engleză, ambele fiind incluse pe materialul de debut al Celiei. „Pot zbura” nu a obținut un număr semnificativ de difuzări din partea posturilor de radio sau a celor de televiziune, nereușind să intre în ierarhia oficială din România. La scurt timp a început promovarea unui nou extras pe single, „Trag aer în piept”, care a fost lansat și în format digital într-un interval de câteva săptămâni. Videoclipul acestei înregistrări a fost filmat în orașul Sibiu, materialul fiind regizat de Mihnea de Vries și Alexandra Anghel. Spre deosebire de predecesorul său, „Trag aer în piept” a devenit în scurt timp un șlagăr, ocupând treapta cu numărul 3 în Romanian Top 100 timp de cinci săptămâni consecutive.
Albumul de debut al solistei a fost lansat la scurt timp, startul comercializării începând pe data de 6 noiembrie 2007. Materialul, intitulat Celia, a fost produs în totalitate de Costi Ioniță, el incluzând atât primele două discuri single, cât și primele cântece ale solistei, „Șoapte” și „Clipe cu tine”. Cea de-a treia piesă promovată de pe disc a fost chiar balada „Șoapte”. Artista a decis să lanseze această înregistrare în urma reacțiilor pozitive stârnite de ea în rândul fanilor săi. Compoziția a debutat pe treapta cu numărul 97 în ierarhia din România și a ocupat prima poziție, devenind prima clasare pe locul 1 a Celiei în Romanian Top 100. Ultimul single al albumului — „O mie de cuvinte” — a beneficiat și el de un videoclip și de promovare. Deși posturile de radio îi recomandaseră Celiei să lanseze înregistrarea „Mi-este dor de tine” ca succesor al baladei „Șoapte”, aceasta a optat pentru „O mie de cuvinte”. Scurtmetrajul a fost filmat în Pădurea Snagov, materialul fiind regizat de Petre Năstase. Pentru a-și promova discul, cântăreața a pornit într-un turneu național.

### 2006 — prezent: colaborarea cu Costi Sebe (managerul și producătorul ei)
La finele anului 2008 a început campania de promovare a unui nou extras pe single al interpretei. Piesa, intitulată „Silence”, a avut premiera pe postul de radio Vibe FM, pe data de 17 noiembrie. Înregistrarea prezenta o schimbare în stilul abordat de Celia până la acel moment, ea afișând influențe de muzică techno sau minimal. Aceste particularități diferențiază „Silence” de șlagărele anterioare ale solistei. Compoziția a intrat în ierarhiile compilate de posturile de radio din România, în ciuda faptului că nu a beneficiat de un videoclip, spre deosebire de cântecele promovate anterior. Cântecul a fost înregistrat pentru cel de-al doilea album al interpretei, material ce se preconiza că va apărea în prima jumătate a anului următor. Înaintea lansării propriu-zise a discului, se anunțase promovarea unui nou extras pe single, acesta beneficiind de un videoclip. Cu toate acestea, startul comercializării a fost amânat pentru anul 2010. În aceeași perioadă, Celia a promovat și compoziția „Lacrimi reci”, o înregistrare similară cu „Silence”, ea fiind interpretată și în cadrul emisiunii Happy Hour în luna martie 2009.
„«Povestea mea» e cu adevărat povestea mea, mai ales că versurile sunt făcute de mine și le simt. Piesa este cântată cu suflet.”
În vara anului 2009 solista a filmat un videoclip pentru înregistrarea „Povestea mea”, cântec ce urmează a fi inclus pe cel de-al doilea album. Pentru această compoziție Celia a apelat din nou la producătorul Costi Ioniță, textul fiind scris de ea însăși. Scurtmetrajul a fost filmat în Bulgaria, la Palatul Regelui Simeon al II-lea, premiera sa având loc pe data de 30 iunie 2009. „Povestea mea” beneficiază și de o versiune în limba engleză — „My Story” — care prezintă versuri modificate și influențe de muzică trance. Artista s-a declarat mulțumită de rezultat, afirmând că dorește să lucreze în continuare în Bulgaria. Cântecul a fost interpretat într-o serie de emisiuni televizate, printre care și Trezirea la apel, difuzată de postul de televiziune TVR 1 pe data de 4 septembrie 2009, unde Celia a declarat și faptul că următorul material discografic va fi lansat în cursul anului 2010, după promovarea unui nou extras pe single.
În ultima parte a anului 2009 a fost anunțat faptul că solista a înregistrat un duet cu formația Direcția 5. Piesa, intitulată „Decembrie”, reprezintă prima colaborare a interpretei de la „Pot zbura”. Cântăreața s-a declarat încântată de rezultat, afirmând: „Sunt fericită pentru această colaborare, având în vedere că Direcția 5 e o trupă pe care o apreciez de mulți ani”. Înregistrarea a fost lansată în format digital la finele anului 2009. În aceeași perioadă, cântăreața a participat și la preselecțiile organizate pentru Concursul Muzical Eurovision 2010, ea imprimând în acest scop piesa „Reason to Love”. Compoziția nu a reușit să se claseze în finala Selecției Naționale 2010, primind doar șaizeci și patru de puncte din partea juriului. Pentru noul material, artista a colaborat și cu Kaye Styles, unul dintre interpreții ce a colaborat la coloana sonoră a serialului Prison Break. Impresarul Celiei dorește să promoveze una dintre compozițiile cu Styles, înregistrare ce va fi lansată în peste șaizeci de țări. Solista a confirmat în emisiunea Poveștiri de noapte, de pe Acasă TV, faptul că va prezenta în curând noul său proiect, interpretând totodată și cântecul „My Story”.
A colaborat cu Chris Thrace la piesa Lalida, lansată pe data de 15 iulie 2011. și cu Shaggy la cântecul Dame,  aflată pe albumul Summer in Kingston. A lansat și o piesă solo, D-D-Down, dar și un videoclip, Is it Love, la care a colaborat alături de Kaye Styles și care a apărut pe data de 2 septembrie 2011. Filmările au avut loc în Ucraina și Rusia și au durat trei zile. Este considerat cel mai scump videoclip din Europa de Sud-Est și a fost produs de Costi Ioniță. A apărut pe coperta revistei FHM, ediția din ianuarie 2012, cu scopul promovării acestei piese..

## Stil muzical și influențe
Primul gen muzical abordat de interpretă a fost cel dance, el constituind stilul predominant al albumului lansat în colaborare cu Isabela „Issa” Casian în timpul perioadei Elegance, Cine te iubește. Ulterior, Socolan a decis să păstreze această direcție muzicală pe primul său material discografic de studio Celia, adoptând totuși o serie de influențe house. Discul a fost realizat în concordanță cu tendințele stilistice ale muzicii de consum din perioada respectivă. Albumul de debut al cântăreței prezintă însă și balada „Șoapte”, o înregistrare ce include elemente ale muzicii pop. Datorită succesului întâmpinat de aceasta, interpreta a continuat să apeleze la această strategie și pentru varianta în limba română a cântecului „Povestea mea”. Ambele compoziții beneficiază de versiuni alternative, ele fiind cântece ritmate, spre deosebire de originale. „Șoapte (RMX)” abordează un stil similar cu celelalte înregistrări de pe Celia, în timp ce „My Story” se axează pe tendințele muzicale actuale, dance și trance. De asemenea, „Silence” adoptă aceleași trăsături precum „My Story”, cântecul prezentând influențe ale stilurilor techno, minimal, electronic, tech house.
Până în prezent, interpreta a lucrat la materialele sale discografice cu producătorul Costi Ioniță, el fiind compozitorul tuturor cântecelor sale, Celia manifestându-și aprecierea pentru rezultatele colaborării. De asemenea, Socolan a declarat că printre artiștii internaționali pe care îi simpatizează se numără Adele sau James Blunt.

## Viață personală
La scurt timp după despărțirea de formația Elegance, publicațiile din România au avansat ideea că Socolan ar fi început o relație de dragoste cu producătorul Costi Ioniță, care se despărțise de fosta colegă a interpretei în aceeași perioadă. Aceste informații au fost infirmate ulterior de solistă, ea declarând: „nu am avut nici o relație cu Costi [Ioniță], au fost niște zvonuri neadevărate ieșite imediat după despărțirea de trupa Elegance”. În aceeași perioadă, artista a început o relație cu omul de afaceri de origine turcă Askim Kemal. Încă din anul 2008 cei doi hotărâseră să se căsătorească, nunta fiind programată pentru luna anului octombrie 2010, însă s-au despărțit la scurt timp. Ulterior, cei doi și-au reluat relația, însă au întrerupt-o din nou la începutul anului 2010. Conform publicațiilor din România, solista a pus capăt legăturii datorită faptului că logodnicul său i-a impus să își încheie cariera artistică odată cu oficierea căsătoriei. Tatăl ei a decedat în mai 2011, în timp ce ea concerta în Satu Mare. Din octombrie 2011 se află într-o relație de prietenie cu Mihai Bendeac, alături de care a filmat un moment umoristic în cadrul emisiunii „În puii mei”, interpretând rolul Laviniei Pârvu.

## Discografie
| Albume - Cine te iubește (2005) — cu Elegance - Celia (2007) | Discuri single - „Râd cu tine” (2005) — cu Elegance - „Pot zbura” (2007) - „Trag aer în piept” (2007) - „Șoapte” (2008) - „O mie de cuvinte” (2008) - „Silence” (2008) - „Povestea mea”/„My Story” (2009) - „D-D-Down” (2011) - „Ladida” (2011) - feat Chris Trace - „Dame” (2011) - feat Shaggy - „Is it love” (2011) — feat Kaye Styles - „Love 2 Party (Welcome to Mamaia)” (2012) - feat Mohombi |

## Nominalizări și distincții
| An   | Eveniment                                   | Pentru:                   | Rezultat     | Note   |
| ---- | ------------------------------------------- | ------------------------- | ------------ | ------ |
| 2006 | Festivalului de la Mamaia 2006              | „Clipe cu tine”           | —            | [ 25 ] |
| 2007 | Selecția Națională 2007 — Semifinala a II-a | „Șoapte”                  | —            | [ 24 ] |
| 2008 | Romanian Music Awards 2008                  | „Cea mai bună interpretă” | Nominalizare | [ 65 ] |
| 2010 | Selecția Națională 2010 — Preselecție       | „Reason to love”          | Locul 30     | [ 47 ] |